# Syntonarcha
Syntonarcha és un gènere d'arnes de la família Crambidae.

## Taxonomia
- Syntonarcha iriastis Meyrick, 1890
- Syntonarcha vulnerata T. P. Lucas, 1894